# Michael Hamburger
Pour le musicien français, voir Michel Berger.
Michael Hamburger (né le 22 mars 1924 à Berlin et mort le 7 juin 2007 dans le Suffolk) est un traducteur, poète, critique, mémorialiste et académicien britannique. Membre de l'ordre de l'Empire britannique, il est surtout connu pour ses traductions depuis l'allemand de Friedrich Hölderlin, Paul Celan, Gottfried Benn et W. G. Sebald, et son travail dans la critique littéraire. L'éditeur Paul Hamlyn (1926–2001) est son frère cadet.

## Biographie
Michael Hamburger est né à Berlin dans une famille juive qui a quitté l'Allemagne pour s'installer au Royaume-Uni en 1933, à Londres. Il sert dans la British Army de 1943 à 1947 en Italie et en Autriche. Après cela, il passr son diplôme et écrit pendant un moment.
Il meurt le 7 juin 2007 dans sa maison du Suffolk.